# Wiązowna (gmina)
Wiązowna – gmina wiejska w województwie mazowieckim, w powiecie otwockim. W latach 1975–1998 gmina położona była w województwie warszawskim.
Siedziba gminy to Wiązowna.
Według danych z 31 grudnia 2023 roku gminę zamieszkuje 13 686 osób.

## Struktura powierzchni
Według danych z roku 2002 gmina Wiązowna ma obszar 102,12 km², w tym:
- użytki rolne: 57%
- użytki leśne: 30%

Gmina stanowi 16,6% powierzchni powiatu.

## Jednostki pomocnicze gminy
Gmina Wiązowna została podzielona na 30 jednostek pomocniczych gminy (stan na 2019 rok) – 27 sołectw i 3 osiedla.
Sołectwa
- Bolesławów
- Boryszew
- Czarnówka
- Duchnów
- Dziechciniec
- Glinianka I
- Glinianka II
- Góraszka
- Emów
- Izabela
- Kąck
- Kopki
- Kruszówiec
- Lipowo
- Majdan
- Malcanów
- Michałówek
- Pęclin
- Poręby
- Rzakta
- Stefanówka
- Wiązowna Gminna
- Wiązowna Kościelna
- Wola Ducka
- Wola Karczewska
- Zakręt
- Żanęcin

Osiedla
| - Osiedle Parkowe | - Osiedle Radiówek | - Osiedle Rudka |

## Demografia
Dane z 30 czerwca 2004 i z 31 grudnia 2012:

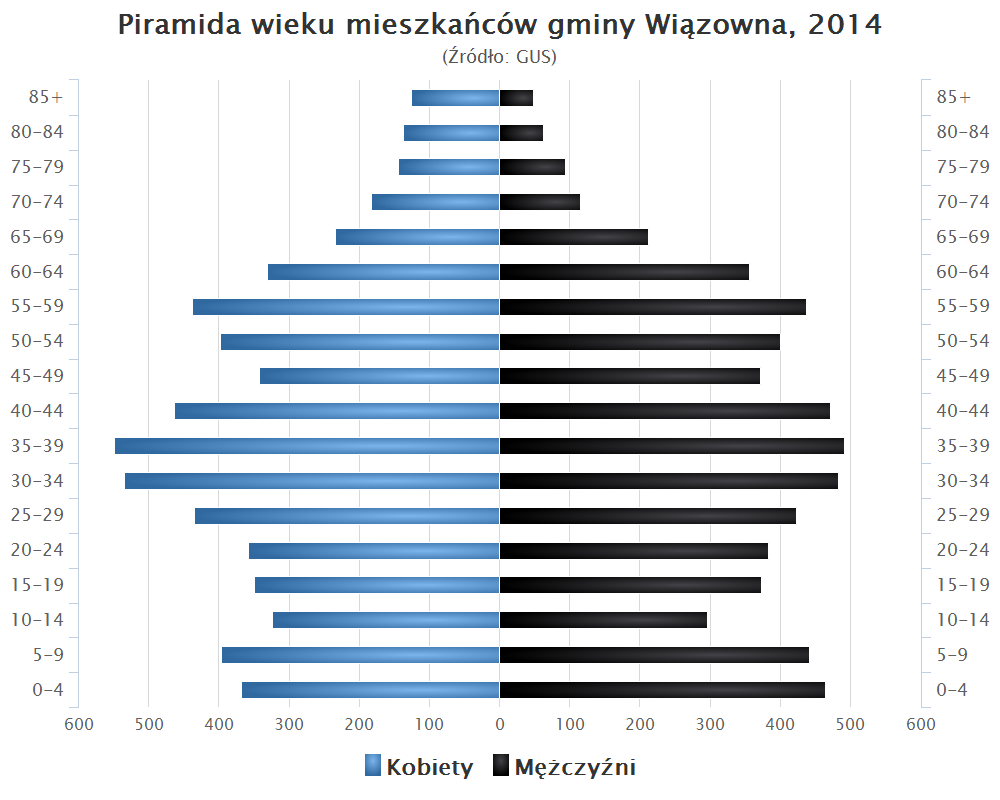
Piramida wieku mieszkańców gminy Wiązowna w 2014 roku

| Opis                              | Ogółem | Ogółem | Kobiety | Kobiety | Mężczyźni | Mężczyźni |
| --------------------------------- | ------ | ------ | ------- | ------- | --------- | --------- |
| jednostka                         | osób   | %      | osób    | %       | osób      | %         |
| populacja 2004 r.                 | 9650   | 100    | 4947    | 51,3    | 4703      | 48,7      |
| gęstość zaludnienia (mieszk./km²) | 94,5   | 94,5   | 48,4    | 48,4    | 46,1      | 46,1      |
| populacja 2012 r.                 | 11521  | 100    | 5851    | 50,8    | 5670      | 49,2      |
| gęstość zaludnienia (mieszk./km²) | 112,8  | 112,8  | 57,3    | 57,3    | 55,5      | 55,5      |

## Historia
Gmina Wiązowna powstała 13 stycznia 1867 roku w związku z reformą gminną w Królestwie Polskim. Należała do powiatu nowomińskiego w guberni warszawskiej.
W połowie 1870 roku do gminy Wiązowna włączono zniesioną gminę Duchnów (Brzeziny, Duchnów, Dziechciniec, Kąck, Konik Stary, Malcanów, Pęclin, Wielgolas Brzeziński, Wielgolas Duchnowski i Żanęcin).
16 marca 1916, w związku z reorganizacją administracyjną terenów Królestwa Polskiego pod okupacją niemiecką podczas I wojny światowej, gminę Wiązowna wyłączono z powiatu mińskiego i włączono do powiatu warszawskiego. Równocześnie z gminy Glinianka w powiecie  mińskim wyłączono miejscowości Jabłonna, Kopki, Strachocin, Świerk i Wólka Mlądzka, włączając je także do powiatu warszawskiego, gdzie zostały przyłączone do gminy Wiązowna.
Po odzyskaniu przez Polskę niepodległości gmina Wiązowna zachowała przynależność do powiatu warszawskiego w woj. warszawskim, i z nim były spisywana, mimo że okupacyjna zmiana powiatowa tych jednostek nie została nigdy sformalizowana przez odrodzone państwo polskie. Doszło do tego dopiero 14 lipca 1924, kiedy to ich przynależność do powiatu warszawskiego została uregulowana. W okresie międzywojennym gmina Wiązowna przynależała do województwa warszawskiego.
1 stycznia 1925 z gminy Wiązowna wyłączono Michalin i Jarosław, które weszły w skład nowo utworzonej gminy Falenica Letnisko.
1 kwietnia 1930 z gminy Wiązowna wyłączono następujace miejscowości, włączając je do gminy Okuniew w tymże powiecie:

- Cisie,
- Desna,
- Długa Kościelna,
- Gęślin,
- Grabina,
- Halinów,
- Hipolitów,
- Józefin,
- Kazimierów,
- Klin pod Okuniewem (kol.)
- Konik Nowy,
- Konik Stary,
- Królewskie Bagno,
- Krzewina,
- Nowiny,
- Skruda (folw.),
- Zastawie,
- Ziemia za Koleją (kol.),
- Ziemia pod Józefinem (kol.)
- Żwirówka.

1 października 1932 z gminy Wiązowna wyłączono folwark Natalin Z., kolonię Ewin oraz osadę tabelową Nr. 10 wsi Jabłonna, włączając je do miasta Otwocka w tymże powiecie.
20 października 1933 gminę Wiązowna podzielono na 26 gromad (podano skład gromad):
- Aleksandrów – Aleksandrów (w.), Aleksandrów (kol.), Różanka (kol.) i Różyce (kol.),
- Boryszew – Boryszew (w.), Boryszew (kol.), Oresto (kol.) i Stefanówka (kol.),
- Brzeziny – Dobra Stefanów (f.) i Renin (f.),
- Duchnów – Duchnów (w.), Duchnów (f.), Duchów (kol.), Dziechciniec Duch. (kol.), Golica (w.) i Wysokiny (kol.),
- Dziechciniec – Dziechciniec (w.), Dziechciniec (f.) i Dziechciniec (kol.),
- Emów – Emów (w.),
- Góraszka – Góraszka (w.) i Góraszka (kol.),
- Izabela – Izabela (w.), Izabela (kol.), Izabela (f.), Bernatówka (kol.) i Bombartówka (kol.),
- Jabłonna – Jabłonna (w.),
- Kąck – Kąck (w.) i Kąck (f.),
- Kopki – Kopki (w.),
- Majdan – Majdan (w.), Majdan (f.), Majdanek (f.), Domanówka (w.), Zamajdan-Olszyny (f.), Kośno (f.), Zagórze Dwór (f.), Wyraj (kol.), Wille Zagórskie (kol.), Willa Dworek (kol.), Pensjonat Zagórze (kol.) i Ziemia Pawlakowska (kol.),
- Malcanów – Malcanów (w.),
- Michałówek – Michałówek (w.), Michałówek (kol.) i Jakubówek (kol.),
- Mlądz – Mlądz (w.), Topolin (kol.), Kilińskie (kol.), Teklin (kol.), Prima (kol.), Moje Złotko (kol.), Torczynek (kol.), Ziemin (kol.), Kochowo (kol.), Longinówka (kol.) i Sokół (kol.),
- Pęclin – Pęclin (w.),
- Rycice – Rycice (w.), Białek (w.), Willa Leśna (kol.) i Milanówek (kol.),
- Świerk – Świerk (w.),
- Wiązowna (Gminna) – Mieczysławów A (f.), Mieczysławów C (f.), Wiązowna B (kol.), Mieczysławów B (kol.), Wesołówka (kol.) i Wiązowna C (w.),
- Wiązowna Kościelna – Wiązowna (w.), Wiązowna Kościelna (w.), Annopol (w.), Brzezinki A (kol.), Brzezinki (kol.), Gródek (f.), Płachta (kol.), Piekło (kol.), Wisznica (kol.) i Goła Łąka (kol.),
- Wielgolas Brzeziński – Wielgolas Brzeziński (w.) i Olszowa (f.),
- Wielgolas Duchnowski – Wielgolas Duchnowski (w.),
- Wólka Mlądzka – Wólka Mlądzka (w.), Szczepanów (kol.), Jakubówek (kol.) i Teresin (kol.),
- Zakręt – Zakręt (w.), Zakręt (kol.), Chabrówka (kol.), Janówek (w.) i Zakręt (kol., II),
- Zamlądz – Zamlądz-Żabianka (kol.), Chaskielówka-Frymet (kol.), Konstantynów (kol.) i Konstantynów (f.),
- Żanęcin – Żanęcin (w.), Dziechciniec Żanęcin (kol.), Rycin Żanęcin (kol.), Rudka Szymanówka (kol.), Rudka Młynarska (kol.) i Rudka Karczemna (kol.).

1 kwietnia 1939 z gminy Wiązowna wyłączono gromady Zamlądz i Rycice oraz częściowo Aleksandrów i Emów, włączając je do gminy Falenica Letnisko.
Po wojnie gmina zachowała przynależność administracyjną.
15 maja 1951 do gminy Wiązowna włączono gromadę Pohulanka ze zniesionej gminy Wawer w tymże powiecie.
1 lipca 1952 z gminy Wiązowna wyłączono:
- gromady Brzeziny, Wielgolas Brzeziński i Wielgolas Duchnowski, które weszły w skład nowo utworzonej – de iure – gminy Halinów[23] (przekształconej de facto w dzielnicę Halinów[24]);
- gromadę Pohulanka, która weszła w skład nowo utworzonej – de iure – gminy Wesoła[23] (przekształconej de facto w dzielnicę Wesoła[24]);
- osiedle Teklin z gromady Mlądz, które włączono do miasta Otwock[25].

Po zmianach tych (1 lipca 1952), w następstwie likwidacji powiatu warszawskiego, gminę Wiązowna przeniesiono do nowo utworzonego powiatu miejsko-uzdrowiskowego Otwock, gdzie została przekształcona w jedną z jego ośmiu jednostek składowych – dzielnicę Wiązowna.
Dzielnica Wiązowna przetrwała do końca 1957 roku, czyli do chwili zniesienia powiatu miejsko-uzdrowiskowego Otwock, przekształcając go w zwyczajny powiat otwocki. 1 stycznia 1958, już w nowo utworzonym powiecie otwockim, przekształcono ją w gromadę Wiązowna, jednak bez byłych (sprzed 1952) gromad Jabłonna, Mlądz, Świerk i Wólka Mlądzka, które włączono do awansującego do miana powiatu grodzkiego Otwocka.
Gromada Wiązowna przetrwała do końca 1972 roku, czyli do kolejnej reformy gminnej. 1 stycznia 1973 w powiecie otwockim reaktywowano zniesioną w połowie 1952 roku gminę Wiązowna.
1 stycznia 1992 z gminy Wiązowna wyłączono wieś Aleksandrów (971,41 ha), włączając ją do Warszawy.
1 stycznia 2014 zniesiono wieś Wiązowna Kościelna, włączając ją (wraz z jej częściami Annopol, Piekło, Płachta i Zdroja) do wsi Wiązowna.
W 2019 roku gmina dostała nagrodę Teraz Polska w kategorii Gmina.

## Zmiany terytorialne
| Przynależość gminna miejscowości gminy Wiązowna na przestrzeni lat. | Przynależość gminna miejscowości gminy Wiązowna na przestrzeni lat. | Przynależość gminna miejscowości gminy Wiązowna na przestrzeni lat. | Przynależość gminna miejscowości gminy Wiązowna na przestrzeni lat. | Przynależość gminna miejscowości gminy Wiązowna na przestrzeni lat. | Przynależość gminna miejscowości gminy Wiązowna na przestrzeni lat. | Przynależość gminna miejscowości gminy Wiązowna na przestrzeni lat. | Przynależość gminna miejscowości gminy Wiązowna na przestrzeni lat. | Przynależość gminna miejscowości gminy Wiązowna na przestrzeni lat. | Przynależość gminna miejscowości gminy Wiązowna na przestrzeni lat. |
| Miejscowość                                                         | 1867-01-13                                                          | 1870-07-01                                                          | 1916-03-16                                                          | 1925-01-01                                                          | 1930-04-01                                                          | 1939-04-01                                                          | 1951-05-15                                                          | 1952-07-01                                                          | 1958-01-01                                                          |
| ------------------------------------------------------------------- | ------------------------------------------------------------------- | ------------------------------------------------------------------- | ------------------------------------------------------------------- | ------------------------------------------------------------------- | ------------------------------------------------------------------- | ------------------------------------------------------------------- | ------------------------------------------------------------------- | ------------------------------------------------------------------- | ------------------------------------------------------------------- |
| Aleksandrów                                                         | Wiązowna                                                            | Wiązowna                                                            | Wiązowna                                                            | Wiązowna                                                            | Wiązowna                                                            | Wiązowna                                                            | Wiązowna                                                            | Wiązowna (dz)                                                       | Wiązowna (gr)                                                       |
| Boryszew                                                            | Wiązowna                                                            | Wiązowna                                                            | Wiązowna                                                            | Wiązowna                                                            | Wiązowna                                                            | Wiązowna                                                            | Wiązowna                                                            | Wiązowna (dz)                                                       | Wiązowna (gr)                                                       |
| Brzeziny                                                            | Duchnów                                                             | Wiązowna                                                            | Wiązowna                                                            | Wiązowna                                                            | Wiązowna                                                            | Wiązowna                                                            | Wiązowna                                                            | Halinów (dz)                                                        | Halinów (gr)                                                        |
| Cisie                                                               | Wiązowna                                                            | Wiązowna                                                            | Wiązowna                                                            | Wiązowna                                                            | Okuniew                                                             | Okuniew                                                             | Okuniew                                                             | Halinów (dz)                                                        | Halinów (gr)                                                        |
| Desno                                                               | Wiązowna                                                            | Wiązowna                                                            | Wiązowna                                                            | Wiązowna                                                            | Okuniew                                                             | Okuniew                                                             | Okuniew                                                             | Halinów (dz)                                                        | Halinów (gr)                                                        |
| Długa Kościelna                                                     | Wiązowna                                                            | Wiązowna                                                            | Wiązowna                                                            | Wiązowna                                                            | Okuniew                                                             | Okuniew                                                             | Okuniew                                                             | Halinów (dz)                                                        | Halinów (gr)                                                        |
| Duchnów                                                             | Duchnów                                                             | Wiązowna                                                            | Wiązowna                                                            | Wiązowna                                                            | Wiązowna                                                            | Wiązowna                                                            | Wiązowna                                                            | Wiązowna (dz)                                                       | Wiązowna (gr)                                                       |
| Dziechciniec                                                        | Duchnów                                                             | Wiązowna                                                            | Wiązowna                                                            | Wiązowna                                                            | Wiązowna                                                            | Wiązowna                                                            | Wiązowna                                                            | Wiązowna (dz)                                                       | Wiązowna (gr)                                                       |
| Emów                                                                | Wiązowna                                                            | Wiązowna                                                            | Wiązowna                                                            | Wiązowna                                                            | Wiązowna                                                            | Wiązowna                                                            | Wiązowna                                                            | Wiązowna (dz)                                                       | Wiązowna (gr)                                                       |
| Gęśle                                                               | Wiązowna                                                            | Wiązowna                                                            | Wiązowna                                                            | Wiązowna                                                            | Okuniew                                                             | Okuniew                                                             | Okuniew                                                             | Halinów (dz)                                                        | Halinów (gr)                                                        |
| Góraszka                                                            | Wiązowna                                                            | Wiązowna                                                            | Wiązowna                                                            | Wiązowna                                                            | Wiązowna                                                            | Wiązowna                                                            | Wiązowna                                                            | Wiązowna (dz)                                                       | Wiązowna (gr)                                                       |
| Grabina                                                             | Wiązowna                                                            | Wiązowna                                                            | Wiązowna                                                            | Wiązowna                                                            | Okuniew                                                             | Okuniew                                                             | Okuniew                                                             | Halinów (dz)                                                        | Halinów (gr)                                                        |
| Halinów                                                             | Wiązowna                                                            | Wiązowna                                                            | Wiązowna                                                            | Wiązowna                                                            | Okuniew                                                             | Okuniew                                                             | Okuniew                                                             | Halinów (dz)                                                        | Halinów (gr)                                                        |
| Hipolitów                                                           | Wiązowna                                                            | Wiązowna                                                            | Wiązowna                                                            | Wiązowna                                                            | Okuniew                                                             | Okuniew                                                             | Okuniew                                                             | Halinów (dz)                                                        | Halinów (gr)                                                        |
| Izabela                                                             | Wiązowna                                                            | Wiązowna                                                            | Wiązowna                                                            | Wiązowna                                                            | Wiązowna                                                            | Wiązowna                                                            | Wiązowna                                                            | Wiązowna (dz)                                                       | Wiązowna (gr)                                                       |
| Jabłonna                                                            | Glinianka                                                           | Glinianka                                                           | Wiązowna                                                            | Wiązowna                                                            | Wiązowna                                                            | Wiązowna                                                            | Wiązowna                                                            | Wiązowna (dz)                                                       | Otwock (m)                                                          |
| Jarosław                                                            | Wiązowna                                                            | Wiązowna                                                            | Wiązowna                                                            | Falenica Letn.                                                      | Falenica Letn.                                                      | Falenica Letn.                                                      | Józefów                                                             | Józefów (dz)                                                        | Józefów (os)                                                        |
| Józefin                                                             | Wiązowna                                                            | Wiązowna                                                            | Wiązowna                                                            | Wiązowna                                                            | Okuniew                                                             | Okuniew                                                             | Okuniew                                                             | Halinów (dz)                                                        | Halinów (gr)                                                        |
| Kazimierów                                                          | Wiązowna                                                            | Wiązowna                                                            | Wiązowna                                                            | Wiązowna                                                            | Okuniew                                                             | Okuniew                                                             | Okuniew                                                             | Halinów (dz)                                                        | Halinów (gr)                                                        |
| Kąck                                                                | Duchnów                                                             | Wiązowna                                                            | Wiązowna                                                            | Wiązowna                                                            | Wiązowna                                                            | Wiązowna                                                            | Wiązowna                                                            | Wiązowna (dz)                                                       | Wiązowna (gr)                                                       |
| Konik Nowy                                                          | Wiązowna                                                            | Wiązowna                                                            | Wiązowna                                                            | Wiązowna                                                            | Okuniew                                                             | Okuniew                                                             | Okuniew                                                             | Halinów (dz)                                                        | Halinów (gr)                                                        |
| Konik Stary                                                         | Duchnów                                                             | Wiązowna                                                            | Wiązowna                                                            | Wiązowna                                                            | Okuniew                                                             | Okuniew                                                             | Okuniew                                                             | Halinów (dz)                                                        | Halinów (gr)                                                        |
| Kopki                                                               | Glinianka                                                           | Glinianka                                                           | Wiązowna                                                            | Wiązowna                                                            | Wiązowna                                                            | Wiązowna                                                            | Wiązowna                                                            | Wiązowna (dz)                                                       | Wiązowna (gr)                                                       |
| Królewskie Bagno                                                    | Wiązowna                                                            | Wiązowna                                                            | Wiązowna                                                            | Wiązowna                                                            | Okuniew                                                             | Okuniew                                                             | Okuniew                                                             | Halinów (dz)                                                        | Halinów (gr)                                                        |
| Krzewina                                                            | Wiązowna                                                            | Wiązowna                                                            | Wiązowna                                                            | Wiązowna                                                            | Okuniew                                                             | Okuniew                                                             | Okuniew                                                             | Halinów (dz)                                                        | Halinów (gr)                                                        |
| Majdan                                                              | Wiązowna                                                            | Wiązowna                                                            | Wiązowna                                                            | Wiązowna                                                            | Wiązowna                                                            | Wiązowna                                                            | Wiązowna                                                            | Wiązowna (dz)                                                       | Wiązowna (gr)                                                       |
| Malcanów                                                            | Duchnów                                                             | Wiązowna                                                            | Wiązowna                                                            | Wiązowna                                                            | Wiązowna                                                            | Wiązowna                                                            | Wiązowna                                                            | Wiązowna (dz)                                                       | Wiązowna (gr)                                                       |
| Michalin                                                            | Wiązowna                                                            | Wiązowna                                                            | Wiązowna                                                            | Falenica Letn.                                                      | Falenica Letn.                                                      | Falenica Letn.                                                      | Józefów                                                             | Józefów (dz)                                                        | Józefów (os)                                                        |
| Michałówek                                                          | Wiązowna                                                            | Wiązowna                                                            | Wiązowna                                                            | Wiązowna                                                            | Wiązowna                                                            | Wiązowna                                                            | Wiązowna                                                            | Wiązowna (dz)                                                       | Wiązowna (gr)                                                       |
| Mlądz                                                               | Wiązowna                                                            | Wiązowna                                                            | Wiązowna                                                            | Wiązowna                                                            | Wiązowna                                                            | Wiązowna                                                            | Wiązowna                                                            | Wiązowna (dz)                                                       | Otwock (m)                                                          |
| Nowiny                                                              | Wiązowna                                                            | Wiązowna                                                            | Wiązowna                                                            | Wiązowna                                                            | Okuniew                                                             | Okuniew                                                             | Okuniew                                                             | Halinów (dz)                                                        | Halinów (gr)                                                        |
| Pęclin                                                              | Duchnów                                                             | Wiązowna                                                            | Wiązowna                                                            | Wiązowna                                                            | Wiązowna                                                            | Wiązowna                                                            | Wiązowna                                                            | Wiązowna (dz)                                                       | Wiązowna (gr)                                                       |
| Pohulanka                                                           | Wawer                                                               | Wawer                                                               | Wawer                                                               | Wawer                                                               | Wawer                                                               | Wawer                                                               | Wiązowna                                                            | Wesoła (dz)                                                         | Wesoła (os)                                                         |
| Rycice                                                              | Wiązowna                                                            | Wiązowna                                                            | Wiązowna                                                            | Wiązowna                                                            | Wiązowna                                                            | Falenica Letn.                                                      | Józefów                                                             | Józefów (dz)                                                        | Józefów (os)                                                        |
| Skruda                                                              | Wiązowna                                                            | Wiązowna                                                            | Wiązowna                                                            | Wiązowna                                                            | Okuniew                                                             | Okuniew                                                             | Okuniew                                                             | Halinów (dz)                                                        | Halinów (gr)                                                        |
| Świerk                                                              | Glinianka                                                           | Glinianka                                                           | Wiązowna                                                            | Wiązowna                                                            | Wiązowna                                                            | Wiązowna                                                            | Wiązowna                                                            | Wiązowna (dz)                                                       | Otwock (m)                                                          |
| Teklin                                                              | Wiązowna                                                            | Wiązowna                                                            | Wiązowna                                                            | Wiązowna                                                            | Wiązowna                                                            | Wiązowna                                                            | Wiązowna                                                            | Otwock (m)                                                          | Otwock (m)                                                          |
| Wiązowna (Gminna)                                                   | Wiązowna                                                            | Wiązowna                                                            | Wiązowna                                                            | Wiązowna                                                            | Wiązowna                                                            | Wiązowna                                                            | Wiązowna                                                            | Wiązowna (dz)                                                       | Wiązowna (gr)                                                       |
| Wiązowna Kościelna                                                  | Wiązowna                                                            | Wiązowna                                                            | Wiązowna                                                            | Wiązowna                                                            | Wiązowna                                                            | Wiązowna                                                            | Wiązowna                                                            | Wiązowna (dz)                                                       | Wiązowna (gr)                                                       |
| Wielgolas Brzeziński                                                | Duchnów                                                             | Wiązowna                                                            | Wiązowna                                                            | Wiązowna                                                            | Wiązowna                                                            | Wiązowna                                                            | Wiązowna                                                            | Halinów (dz)                                                        | Halinów (gr)                                                        |
| Wielgolas Duchnowski                                                | Duchnów                                                             | Wiązowna                                                            | Wiązowna                                                            | Wiązowna                                                            | Wiązowna                                                            | Wiązowna                                                            | Wiązowna                                                            | Halinów (dz)                                                        | Halinów (gr)                                                        |
| Wólka Mlądzka                                                       | Glinianka                                                           | Glinianka                                                           | Wiązowna                                                            | Wiązowna                                                            | Wiązowna                                                            | Wiązowna                                                            | Wiązowna                                                            | Wiązowna (dz)                                                       | Otwock (m)                                                          |
| Zagaje (Ziemia za Koleją)                                           | Wiązowna                                                            | Wiązowna                                                            | Wiązowna                                                            | Wiązowna                                                            | Okuniew                                                             | Okuniew                                                             | Okuniew                                                             | Halinów (dz)                                                        | Halinów (gr)                                                        |
| Zakręt                                                              | Wiązowna                                                            | Wiązowna                                                            | Wiązowna                                                            | Wiązowna                                                            | Wiązowna                                                            | Wiązowna                                                            | Wiązowna                                                            | Wiązowna (dz)                                                       | Wiązowna (gr)                                                       |
| Zamlądz                                                             | Wiązowna                                                            | Wiązowna                                                            | Wiązowna                                                            | Wiązowna                                                            | Wiązowna                                                            | Falenica Letn.                                                      | Józefów                                                             | Otwock (m)                                                          | Otwock (m)                                                          |
| Zastawie                                                            | Wiązowna                                                            | Wiązowna                                                            | Wiązowna                                                            | Wiązowna                                                            | Okuniew                                                             | Okuniew                                                             | Okuniew                                                             | Halinów (dz)                                                        | Halinów (gr)                                                        |
| Żanęcin                                                             | Duchnów                                                             | Wiązowna                                                            | Wiązowna                                                            | Wiązowna                                                            | Wiązowna                                                            | Wiązowna                                                            | Wiązowna                                                            | Wiązowna (dz)                                                       | Wiązowna (gr)                                                       |
| Żwirówka                                                            | Wiązowna                                                            | Wiązowna                                                            | Wiązowna                                                            | Wiązowna                                                            | Okuniew                                                             | Okuniew                                                             | Okuniew                                                             | Halinów (dz)                                                        | Halinów (gr)                                                        |

## Ochotnicze Straże Pożarne

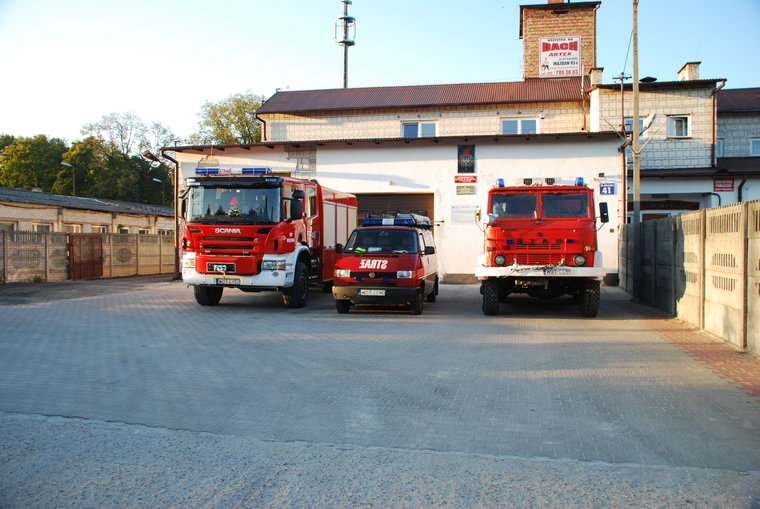
Budynek OSP w Wiązownie

W gminie funkcjonują 3 jednostki ochotniczej straży pożarnej. Są to:
- OSP w Gliniance,
- OSP w Malcanowie,
- OSP w Wiązownie.

## Władze gminy
| Naczelnicy Wiązowny: - Janusz Hozyasz (1970-1975) oraz (1975-1980) - Helena Osiecka (1980-1985) - Krzysztof Kilbach (1985-1990) Przewodniczący Rady Gminy: - Marek Jędrzejczak (1990-1994) - Roman Zdunik (1994-1998) - Stanisław Wojciech Bogucki (1998-2002) oraz (2002-2004) - Paweł Zemło (2004–2006) - Dorota Dąbrowska (2006) - Magdalena Maria Łukomska (2006–2010) - Monika Aneta Sokołowska (2010–2014) - Renata Falińska (2014-2020) - Andrzej Piotr Cholewa (od 2020) | Wójtowie Wiązowny: - Jolanta Koczorowska (1990-1994) oraz (1994-1998) - Stanisław Bogucki (1998-2002) oraz (2002-2006) - Grzegorz Marek Jędrzejczak (2006-2010) - Anna Bętkowska (2010-2014) - Janusz Witold Budny (od 2014) |

## Sąsiednie gminy
- Warszawa
- Sulejówek
- Halinów
- Dębe Wielkie
- Mińsk Mazowiecki
- Kołbiel
- Celestynów
- Otwock
- Józefów